# Rutsche

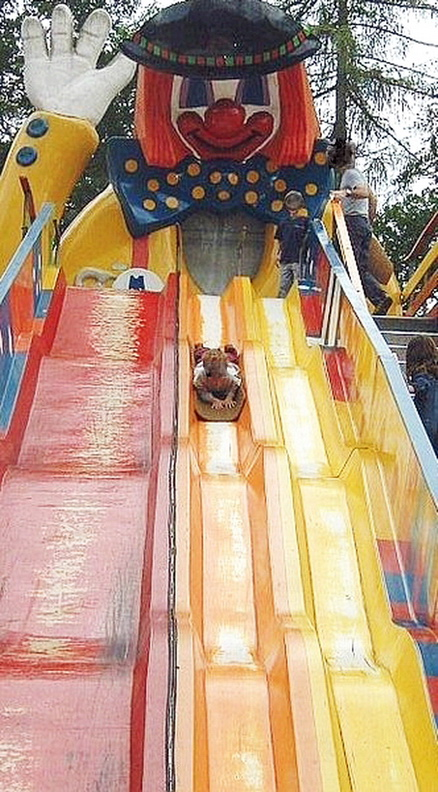
Große Rutschbahn in einem Spielpark

Eine Rutsche, auch Rutschbahn, ist eine schiefe Ebene aus einem glatten Material, auf der man sich dank der geringen Reibung und der Schwerkraft ohne eigenen Kraftaufwand abwärts bewegen kann.
Der Aufbau dient meist Kindern zum Vergnügen (Kinderrutsche) und wird in erster Linie auf Spielplätzen aufgestellt. Daneben gibt es Notrutschen in Flugzeugen und vereinzelt Rutschen für Erwachsene in Gebäuden, so im Google Office Zürich und in der Technischen Universität München.
Eine Kinderrutsche besteht normalerweise aus einer Leiter zum Hochklettern, die unmittelbar in die Rutschfläche übergeht (Bockrutschbahn). Wird die Rutschfläche direkt am Spielgerät angebracht, spricht man von einer Anbaurutsche. Die Rutsche wird auf beiden Seiten durch eine geländerartige Seitenwange begrenzt, die vor dem Abstürzen schützt. Das Vergnügen besteht im Herunterrutschen über die Rutschfläche im Sitzen oder im Liegen, der dabei erlebten Beschleunigung und der anschließenden Landung auf dem Boden, die meist durch Sand oder Mulch abgefedert wird. Rutschen unterscheiden sich in ihrer Höhe, der Neigung und Länge der Rutschfläche und im Design. Längere Rutschen können Kurven enthalten.

## Begriff
Umgangssprachlich werden als „Rutschbahn“ Wege oder Straßen bezeichnet, die aufgrund von starkem Regen durch das Phänomen des Aquaplanings (Wasserglätte) oder durch Glatteis für Fußgänger oder Kraftfahrzeuge nur mit einem erhöhten Sturz- bzw. Unfallrisiko benutzbar sind.
Rutschen, die nicht von Personen genutzt werden, sondern dem Transport von Materialien dienen, werden beispielsweise in der industriellen Produktion eingesetzt (z. B. Schüttröhren).
Eine Floß- oder Kanurutsche ist die umgangssprachliche Bezeichnung für die wasserbauliche Einrichtung einer Bootsgasse.
In früheren Zeiten war eine (Holz-)Riese, das ist eine rutschbahnartige Rinne aus Holzstämmen, zum Abtransport geschlagenen Holzes aus steilem Gelände eine wichtige Transportmöglichkeit von großen Holzmengen. Es wurden auch lange Holztröge als Wasserrutschen gebaut, um die Holzstämme bergabwärts zu transportieren.

## Rutschentypen
Rutschen werden allgemein in drei Rutschentypen eingeteilt.
Die Kastenrutsche (ein gerader Boden mit zwei aufrechten Seitenwangen)
Sie ist der am häufigsten vorkommende Rutschentyp der vor allem bei Spielplatzrutschen Anwendung findet. Aber auch bei Hochgeschwindigkeitsrutschen, den sogenannten Freifallrutschen, wird dieser Rutschentyp eingesetzt, da diese aus Sicherheitsgründen meist nur mit einem geraden Verlauf geführt werden können. Die Kastenrutschen werden in drei verschiedenen Ausführungen gefertigt: Rutschenboden als schräge Ebene, als schräge Ebene mit Welle oder als Brachistochrone geformt (auch als Parabolrutsche bezeichnet).

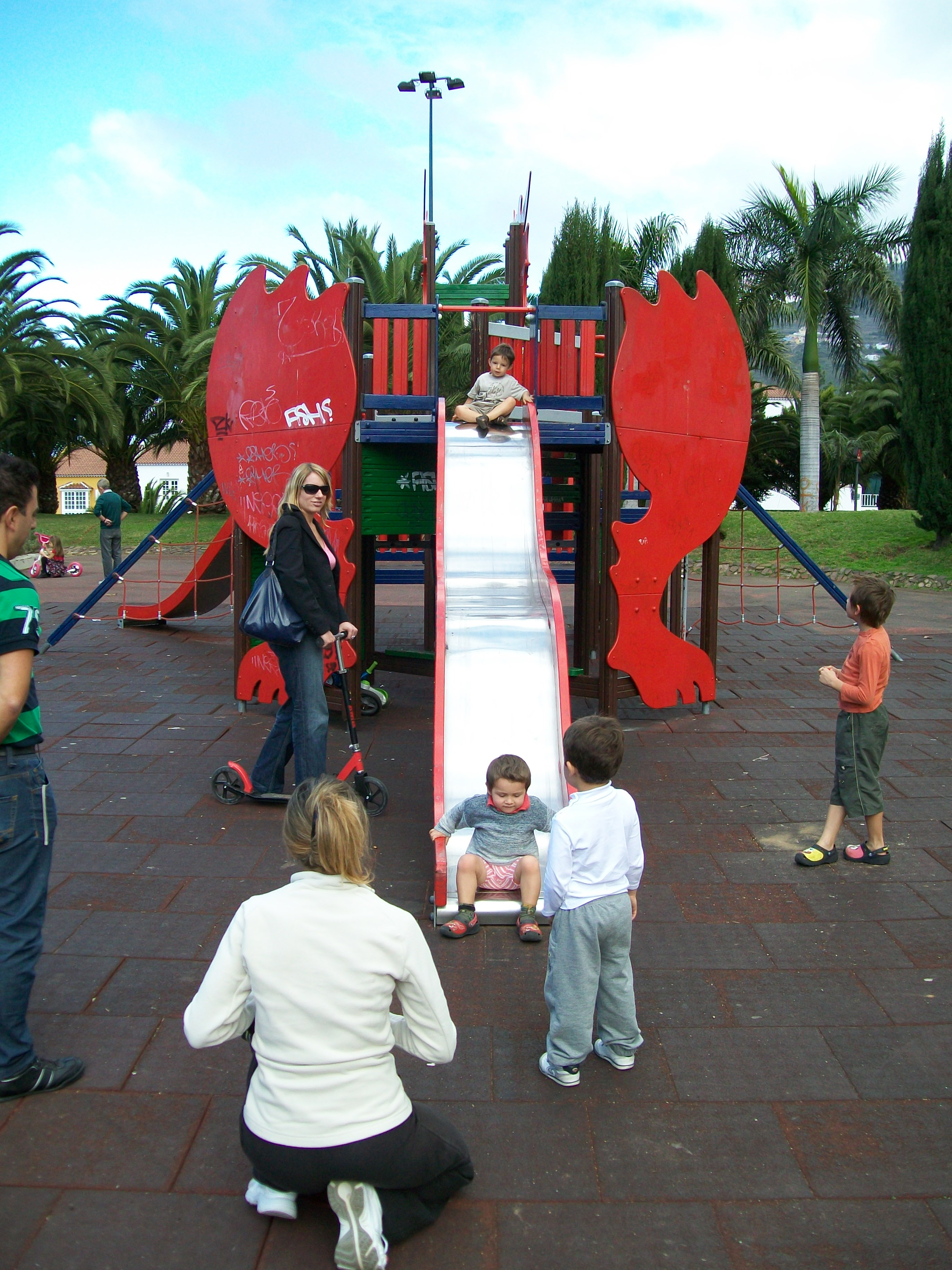
Rutsche auf einem Spielplatz auf Teneriffa
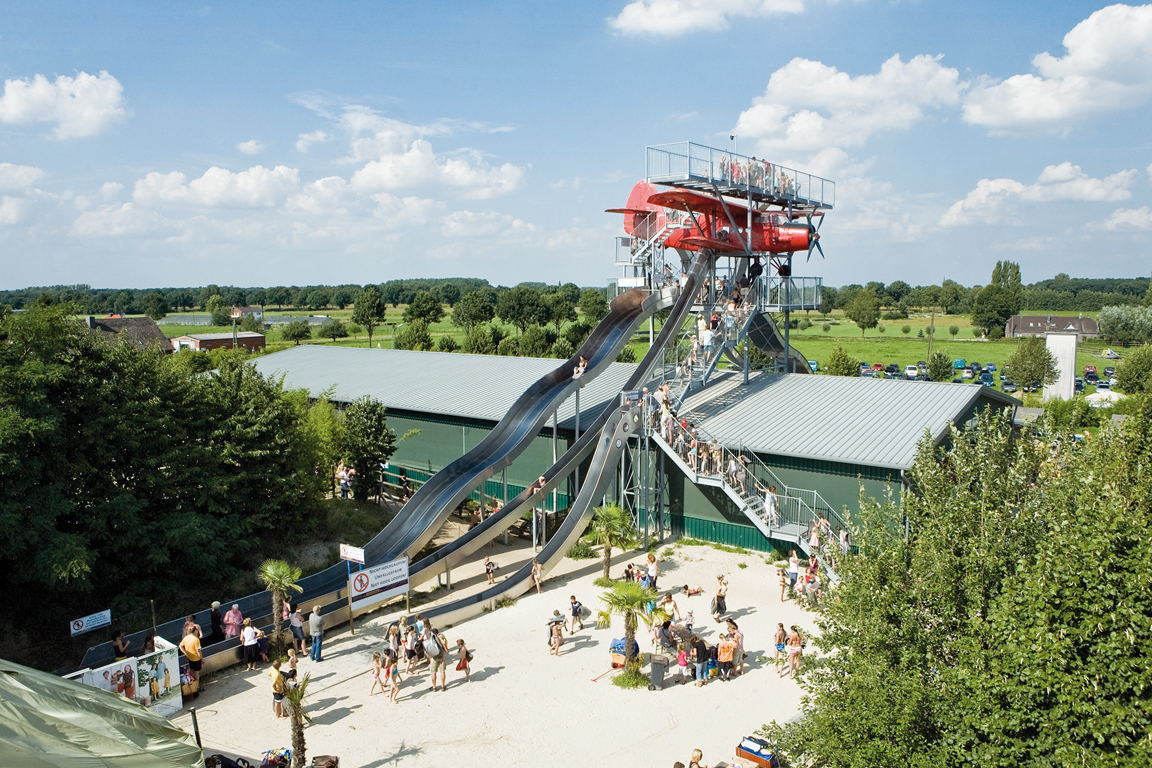
Rutschenterminal im Kevelaerer Irrland
- Rutsche in Japan
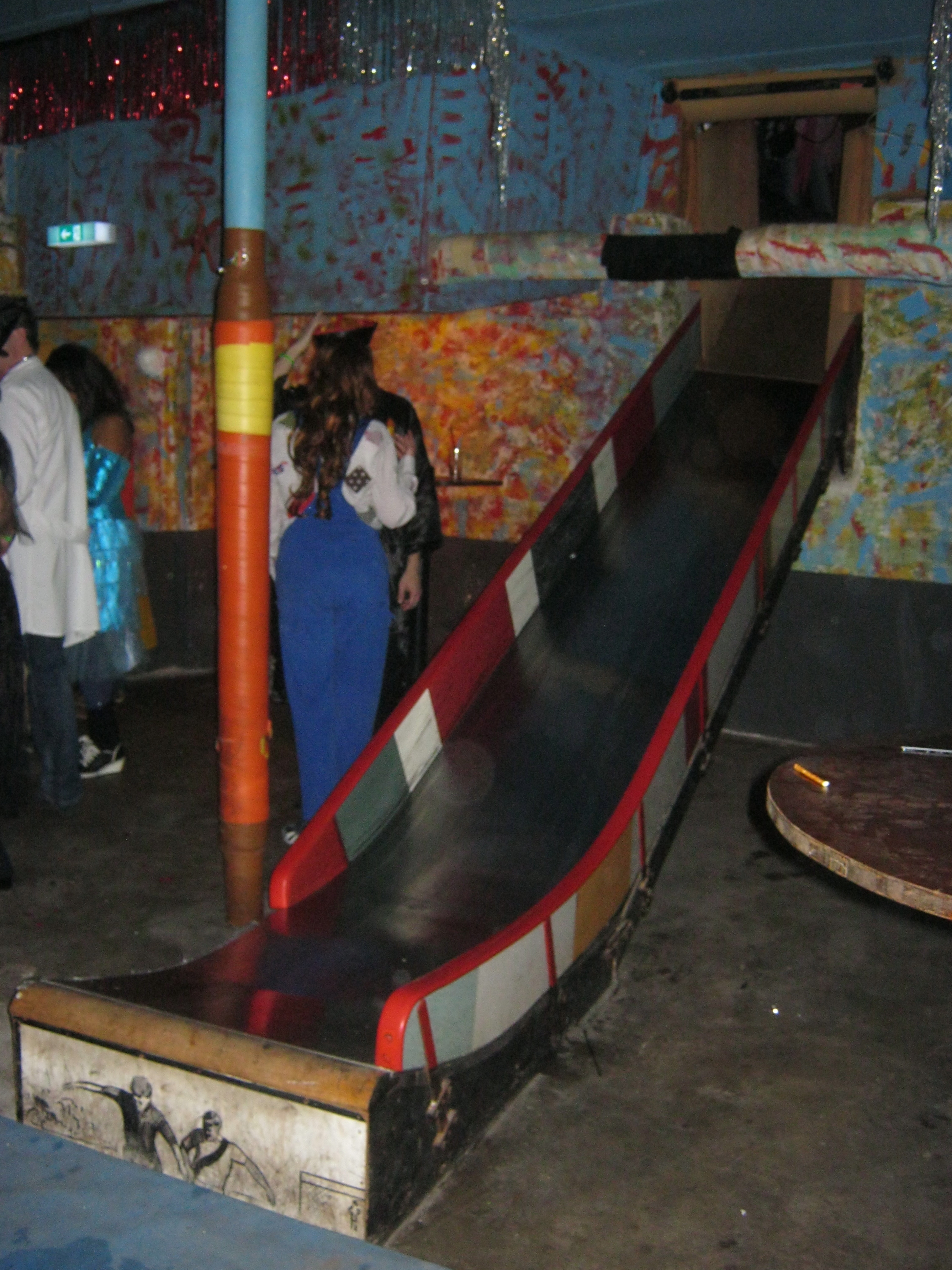
Rutsche in die Kellerbar im Graf-Ulrich-Bau in Grafenau-Döffingen
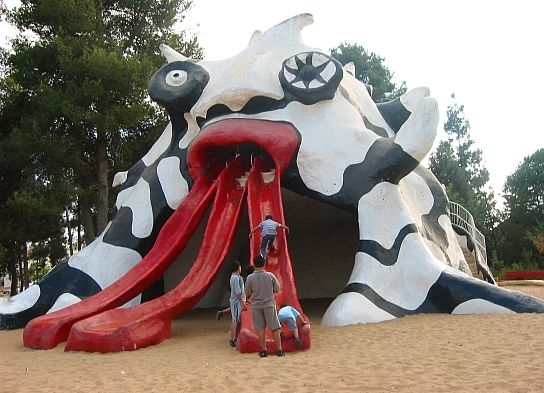
Der Golem in Jerusalem, Skulptur mit drei Rutschen

Die Halbschalenrutsche (offene Mulde)
Sie findet meist dann Verwendung, wenn zusätzlich Kurven gebaut werden sollen. Aufgrund der vielen Möglichkeiten an Kurvenkombinationen und der damit einhergehenden Rutschenlänge sind längere Rutschbahnen möglich.
Die Tunnelrutsche (geschlossene Röhre)
Sie stellt eine Steigerung der Halbschalenrutsche dar. Dieser Rutschentyp wird vor allem bei hohen Abgangshöhen eingesetzt, da es sich hier um ein geschlossenes System handelt und damit das Herausfallen des Nutzers ausgeschlossen werden kann. Tunnelrutschen können zusätzlich den Black-hole-effect beinhalten, bei dem die Nutzer den Rutschenverlauf durch eine Abdunklung der Röhre nicht sehen, sondern lediglich spüren bzw. erahnen können.

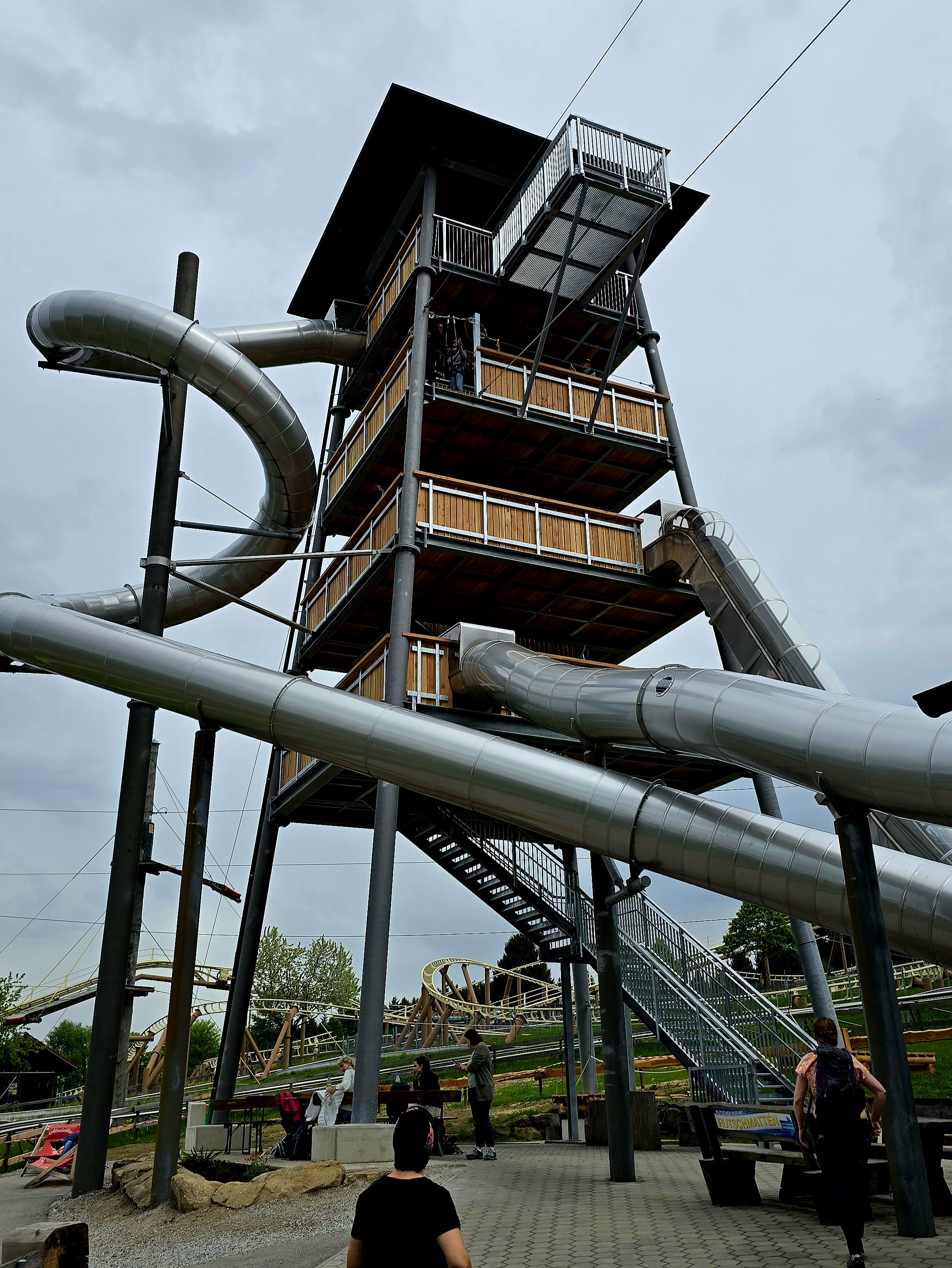
Röhrenrutschen am Aussichtsturm des Rodel- und Freizeitparadies Sankt Englmar
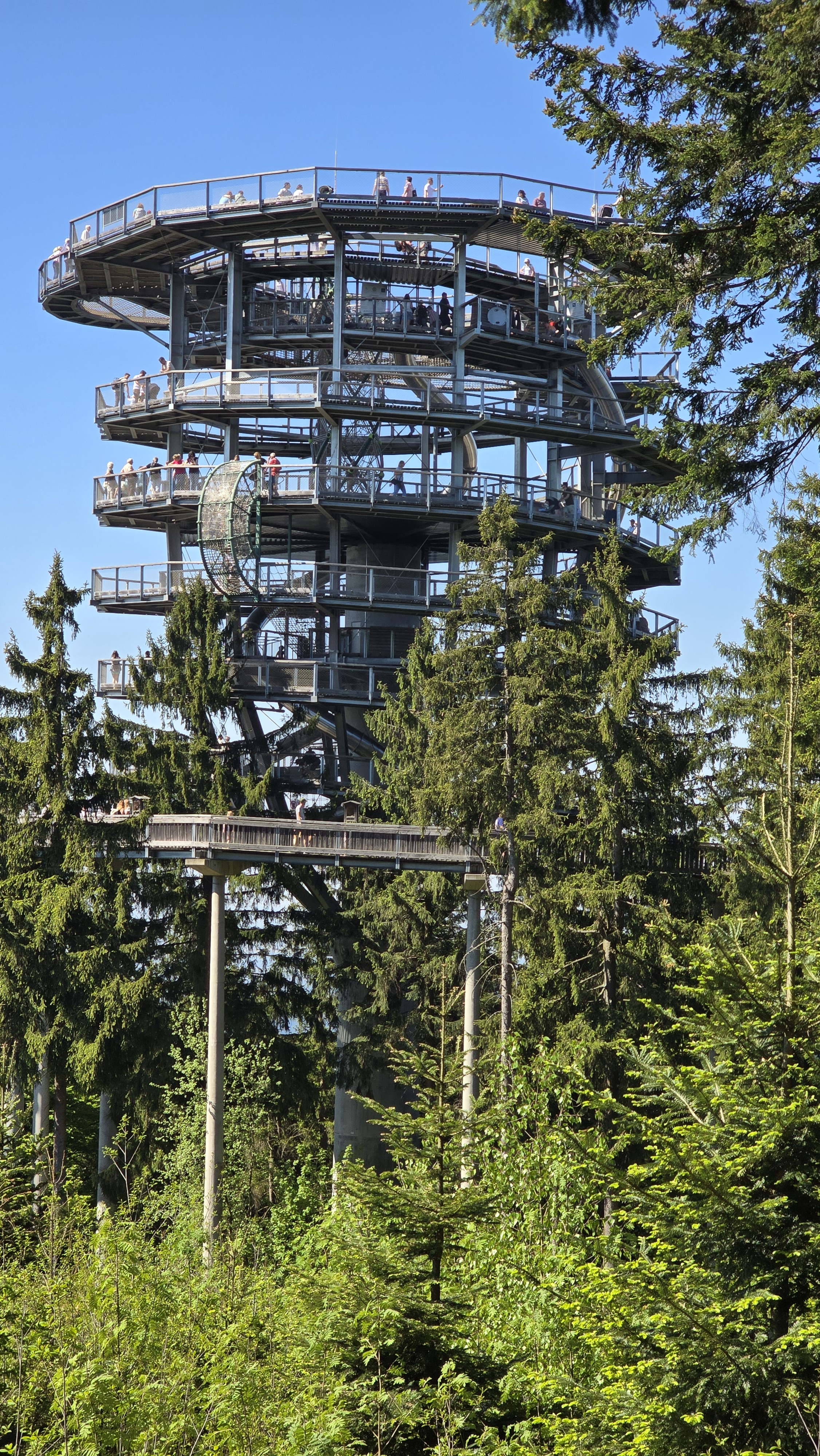
Röhrenrutschen im Turm des Waldwipfelweg Sankt Englmar–Maibrunn

Bei einer Wasserrutsche verringert Wasser die Reibung auf der Rutschfläche zwischen der rutschenden Person und der Rutschfläche zusätzlich. Wasserrutschen findet man in Schwimm-, Freibädern und neuerdings auch auf Kreuzfahrtschiffen.

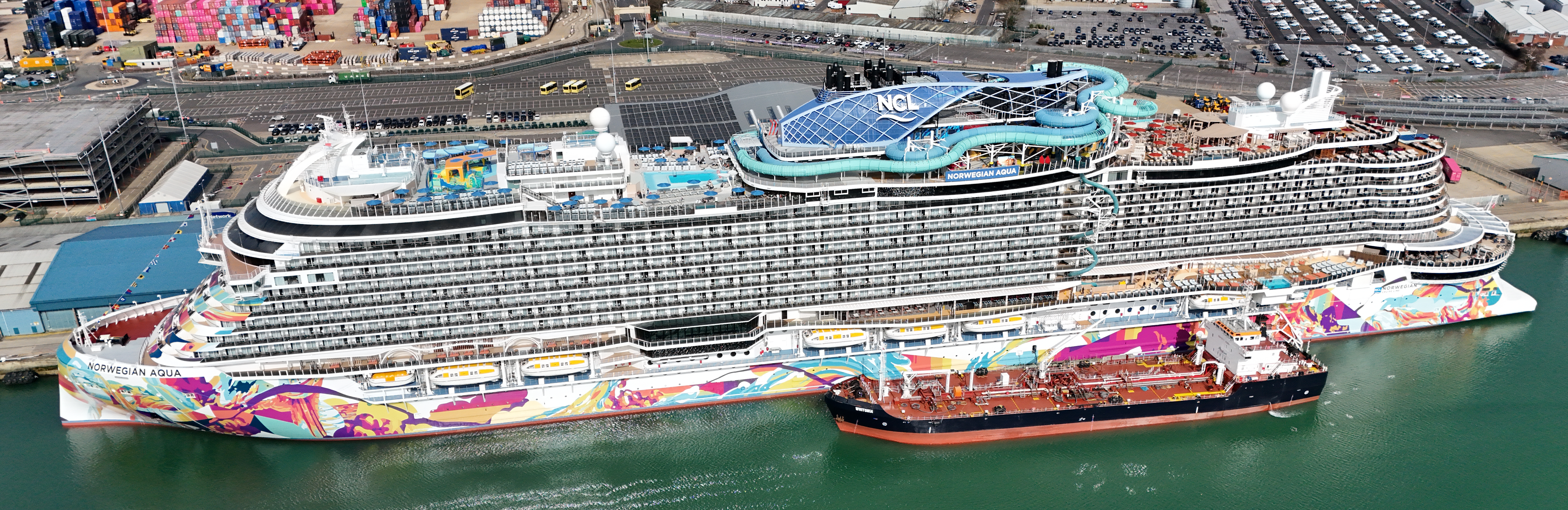
Wasserrutschen auf der Norwegian Aqua

Früher dienten aus Holz gefertigte Rutschen Bergarbeitern dazu, auf ihrem Arschleder rutschend in tiefer gelegene Bereiche des Bergwerks zu gelangen. Solche Rutschen können noch in Schaubergwerken besichtigt und ausprobiert werden, zum Beispiel in Sondershausen oder Berchtesgaden.

## Anwendungsbeispiele
Im Stadtarchiv der schwedischen Hauptstadt Stockholm befindet sich eine spiralförmige Rutsche, die vom obersten Stockwerk durch das offene Treppenhaus in den Keller führt. Sie diente während des Zweiten Weltkriegs dazu, wichtige Akten vor Zerstörung durch Bomben und Brand in den sicheren Keller zu befördern.
Auch in Veranstaltungsgebäuden ist der Einsatz von Rutschen möglich. So existiert im Graf-Ulrich-Bau in Grafenau-Döffingen eine Rutsche in die Kellerbar.
Rutschen werden heute auch immer wieder als Attraktion in neuen Aussichtstürmen wie z.b. dem Wurmbergturm und Harzturm eingebaut.